# František Adam z Valdštejna-Vartenberka
František Adam z Valdštejna-Vartenberka, (německy Franz Adam von Waldstein-Wartenberg, celým jménem Franz de Paula Adam Norbert Wenzel Ludwig Valentin von Waldstein-Wartenberg; 14. února 1759 Vídeň – 24. května 1823 Horní Litvínov) byl český šlechtic, rytíř maltézského řádu, důstojník rakouské armády a zejména botanik, badatel a vědec.

## Život
František Adam byl třetím synem Emanuela Filiberta z Valdštejna-Vartenberka a jeho manželky Marie Anny Terezie, rozené princezny z Lichtenštejna. Měl tři bratry: Josefa Karla Emanuela, Jana Bedřicha a Ferdinanda Arnošta. Jeho manželkou byla Karolína Ferdinandi (1777–1844).
V roce 1777 vstoupil do Maltézského řádu a zúčastnil se bojů proti muslimům v severní Africe. V letech 1787-1789 se zúčastnil rakousko-turecké války, potom armádu opustil. V první koaliční válce bojoval v roce 1797 proti Francii ve vídeňském šlechtickém jezdeckém sboru. K armádě se vrátil v roce 1808, kdy převzal velení tří útvarů rakouské hotovosti. Osvědčil se v bitvách roku 1809 a dosáhl povýšení na podplukovníka.
Již od roku 1789 se začal zajímat o botaniku. S maďarským botanikem s Pálem Kitaibelem procestoval Maďarsko. Společně vydali knihu Descriptiones et icones plantarum rariorum Hungariae.
Po smrti bratra Josefa Karla Emanuela v roce 1814 zdědil František Adam rodové statky v severních Čechách, Duchcovsko a Litvínovsko. Zasloužil se o jejich hospodářský i kulturní rozvoj. V Duchcově zřídil slavný přírodovědný kabinet, knihovnu a sbírku porcelánu a obrazů.
Je pochován v kryptě valdštejnské kaple, kterou nechala vybudovat jeho vdova na dnes již zrušeném hřbitově v Horním Litvínově. Kaple i náhrobek jsou dílem drážďanského sochaře Františka Pettricha.

## Vědecký význam
Kniha Descriptiones et icones plantarum rariorum Hungariae (Wien, Schmidt, tři svazky vydané v letech 1802-1812), popisující vzácné rostliny Maďarska, patří k raritám botanické literatury. Desky jsou barveny ručně, mimořádně vzácné jsou popisy a obrázky.
Od roku 1800 byl František Adam členem Botanické společnosti v Řezně, v roce 1804 byl zvolen zahraničním členem Göttingenské akademie věd a roku 1814 se stal čestným členem Bavorské akademie věd.
Svůj bohatý herbář odkázal Národnímu muzeu v Praze.

Na jeho počest byl pojmenován rostlinný rod Waldsteinia z čeledi růžovitých (Rosaceae) a také zvonek valdštejnský (Campanula waldsteiniana).

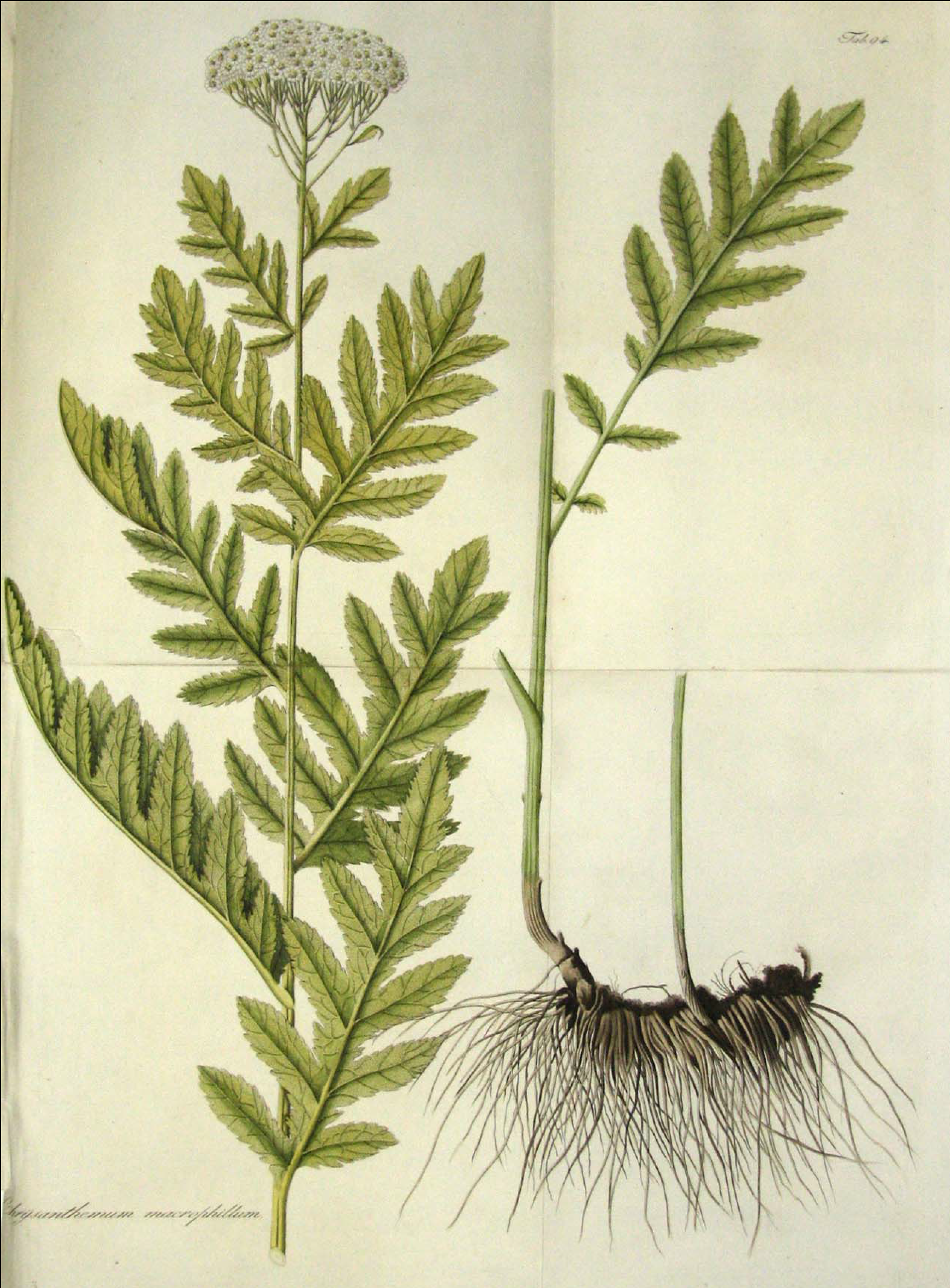
Ukázka z 1. dílu knihy Descriptiones
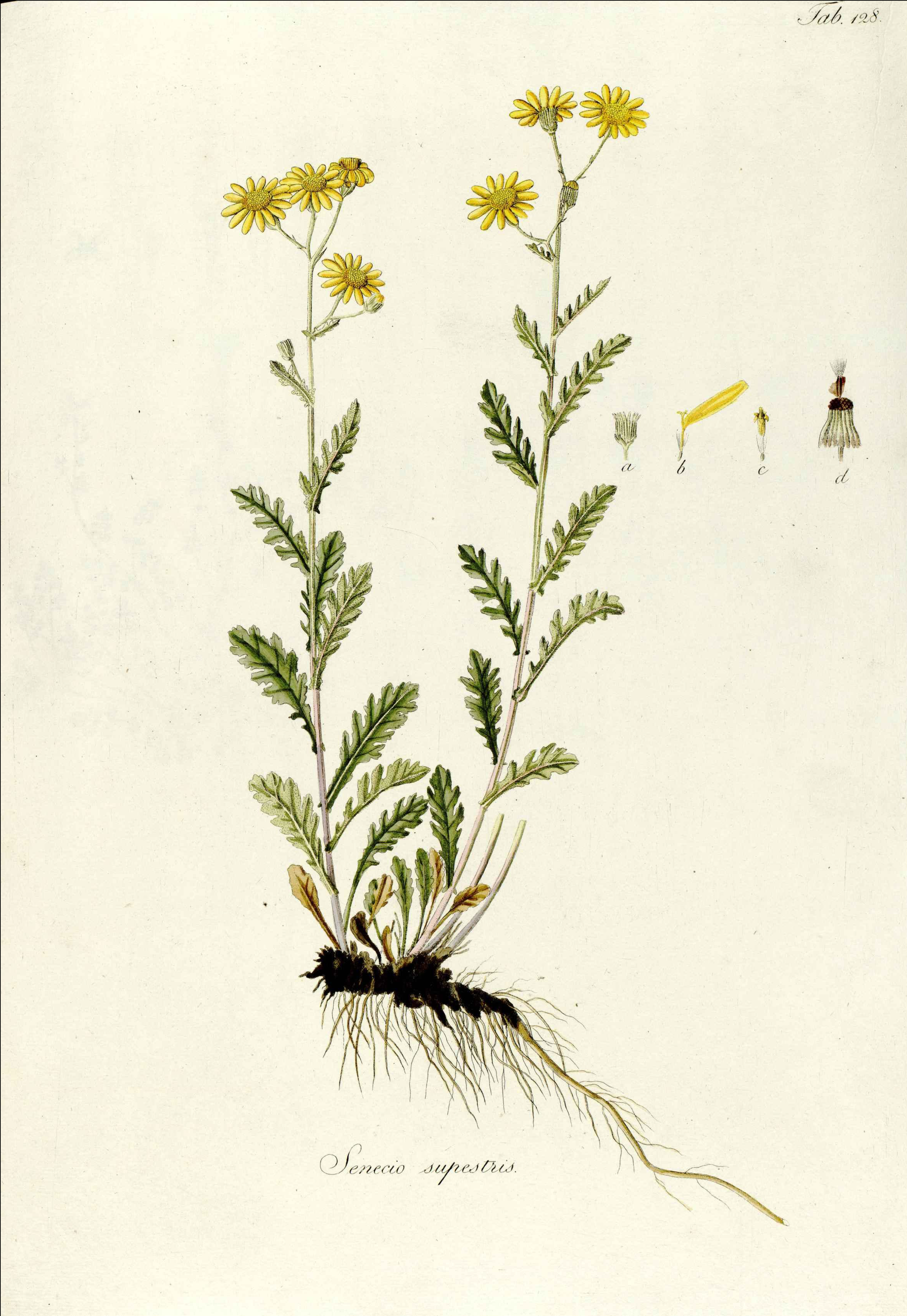
Ukázka z 2. dílu knihy Descriptiones